# 愛を生きぬこう
「愛を生きぬこう」(英語: Going Down On Love)は、1974年に発表されたジョン・レノンの個人名義による4作目のアルバム『心の壁、愛の橋』収録曲で、同アルバムのオープニング・ナンバーである。

## 解説
この曲が収録されたアルバムはちょうどジョンがオノ・ヨーコとの別居期間、いわゆる「失われた週末」にあたる時期に作られたが、内容で分かるように失われた週末の出だしを綴ったノベライト・ソングといえるものである。
有名な「失われた週末」はジョンが当時のリチャード・ニクソン政権によって常に尾行・盗聴されたり、ビートルズの解散をめぐる裁判、アメリカ合衆国永住権をめぐる裁判、アラン・クレインとの訴訟合戦と裁判続きで、結果ヨーコと一緒にいる事に極度に緊張感を覚えた挙句、発作的に家出したことがきっかけとなっている。歌詞にはそのきっかけが収められている。
アルバムが発売された時点ではシングルカットされなかったが1981年に東芝EMIが追悼シングルとして『ジェラス・ガイ』を発売した際B面曲としてシングル・カットしている。
なお、原題は直訳すると「愛を放棄しろ」となる。